# Fred Zinn
Friedrich Wilhelm Zinn dit Fred Zinn est un aviateur et photographe américain.

## Biographie
Fred Zinn combattit pendant les 4 ans de la Première Guerre mondiale.
Il fut d'abord incorporé dans la Légion étrangère puis, après deux blessures, dans l'Armée de l'air française et enfin, lorsque les États-Unis s'engagèrent dans la guerre, il rejoignit l'Armée de l'air américaine.
Zinn est l'un des très rares légionnaires à avoir survécu à quatre ans de guerre, dont trois sur le front.
Zinn fut l'un des premiers aviateurs à prendre des photos aériennes des positions ennemies en support au commandement.

## Référence
- (en) Cet article est partiellement ou en totalité issu de l’article de Wikipédia en anglais intitulé « Fred Zinn » (voir la liste des auteurs).